# Parafia św. Teresy od Dzieciątka Jezus we Wrocławiu
Parafia Świętej Teresy od Dzieciątka Jezus we Wrocławiu znajduje się w dekanacie Wrocław północ I (Osobowice) w archidiecezji wrocławskiej. Jej proboszczem jest ks. Krzysztof Jankowiak. Obsługiwana przez księży diecezjalnych. Erygowana w 1931. Mieści się przy ulicy Osobowickiej.

## Obszar parafii
Parafia obejmuje ulice: Ćwiczebna (nr. 100-105), Edytorska, Św. Huberta, Inspektowa, Jarocińska, Kapliczna, Krotoszyńska, Lipska, Opłotkowa, Osobowicka (nr. 79-175, 112-158), Ostrowska, Ostrzeszowska, Palisadowa, Rodziny Kornów, Śremska, Wieluńska, Wieruszowska, Witkowska, pl. Wyzwolenia, Żywopłotowa.

## Kościoły filialne

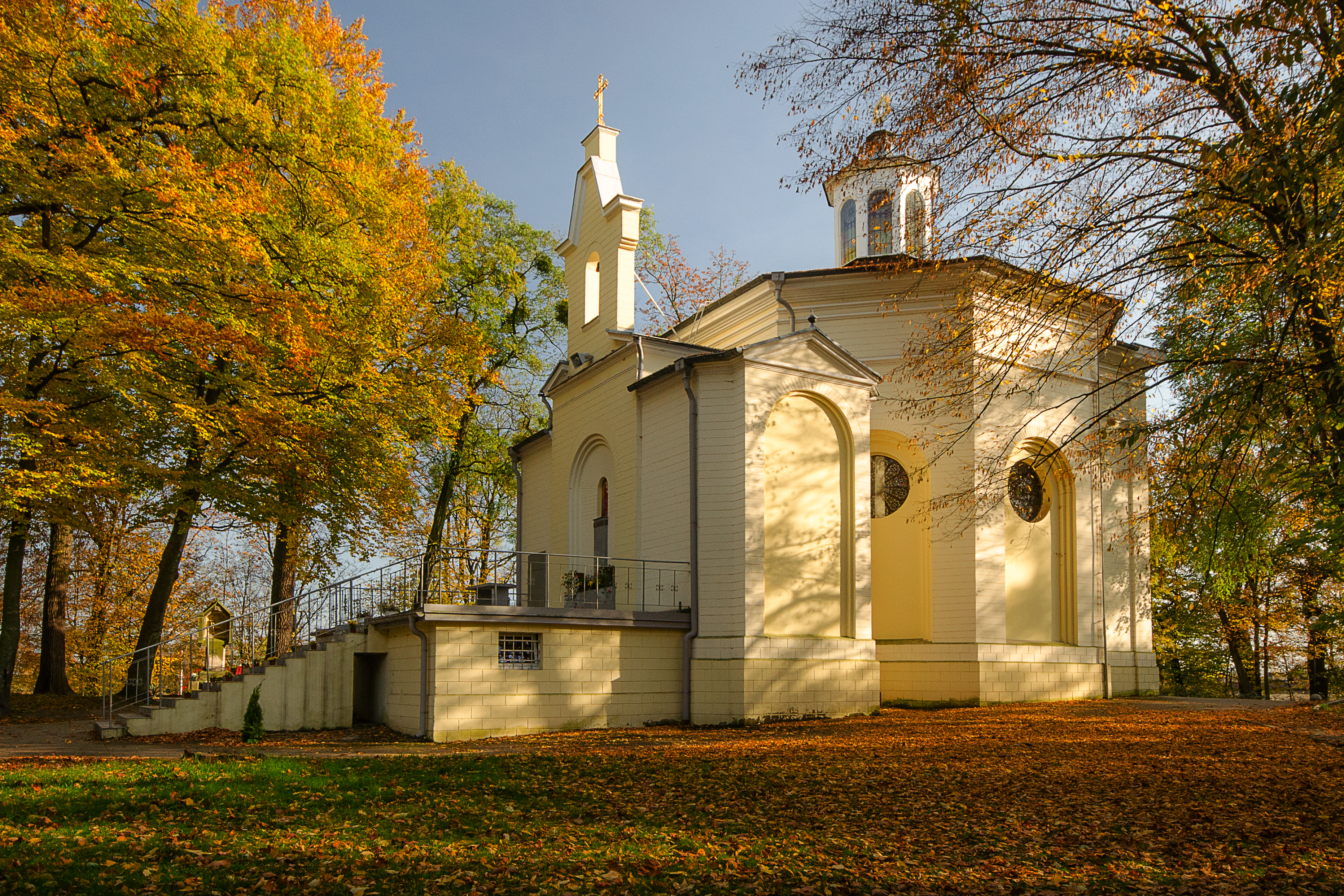
Kaplica MB Osobowickiej na   Świętym Wzgórzu
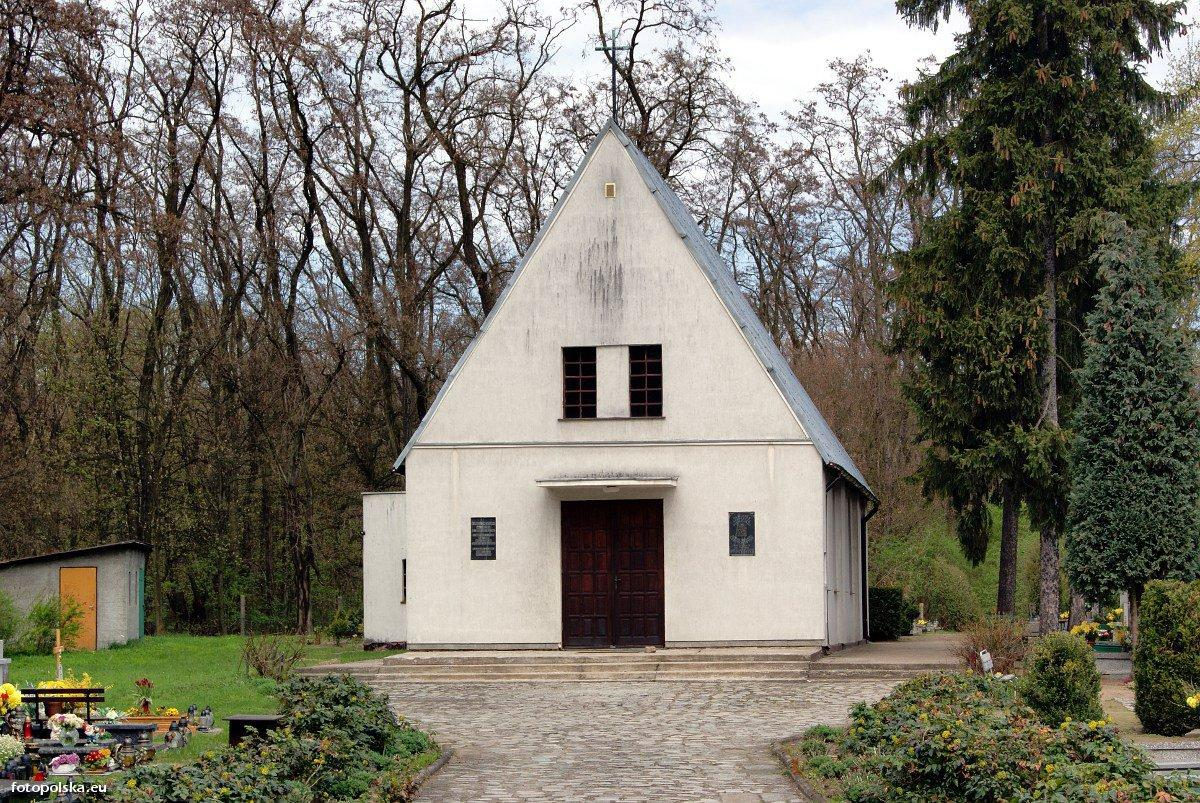
Wrocław-Rędzin. Kaplica cmentarna pw. św. Józefa